# Quận Windsor, Vermont
Quận Windsor (tiếng Anh: Windsor County là một quận nằm trong tiểu bang Vermont, Hoa Kỳ. Về mặt diện tích đây là quận lớn nhất trong tiểu bang. Đến năm 2000, dân số là 57.418 người. Quận lỵ là Woodstock 6.

## Thông tin nhân khẩu
Theo điều tra dân số 2 năm 2000, quận có dân số 57.418 người, 24.162 hộ, và 15.729 gia đình sống trong quận. Mật độ dân số là 59 người cho mỗi dặm vuông (23/km ²). Có 31.621 đơn vị nhà ở với mật độ trung bình là 33 cho mỗi dặm vuông (13/km ²). Cơ cấu dân tộc của dân cư quận này gồm 97,72% người da trắng, 0,33% da đen hay Mỹ gốc Phi, 0,23% người Mỹ bản xứ, 0,63% người châu Á, Thái Bình Dương 0,03%, 0,15% từ các chủng tộc khác, và 0,91% từ hai hoặc nhiều chủng tộc. 0,82% dân số là người Hispanic hay Latino thuộc chủng tộc nào. 20,1% người Anh, 12,9% Ailen, 10,9% người Mỹ, Pháp 9,9%, 7,7% người Đức, 6,7% người Pháp Canada 5,5% Ý tổ tiên theo điều tra dân số năm 2000. 96,4% nói tiếng Anh và tiếng Pháp 1,5% là ngôn ngữ đầu tiên của họ.
Có 24.162 hộ, trong đó 29,20% có trẻ em dưới 18 tuổi sống chung với họ, 52,70% là các cặp vợ chồng sống với nhau, 9,00% có chủ hộ là nữ không có mặt chồng, và 34,90% là không lập gia đình. 28,10% của tất cả các hộ gia đình đã được tạo thành từ các cá nhân và 11,10% có người sống một mình 65 tuổi trở lên. Bình quân mỗi hộ là 2,35 và cỡ gia đình trung bình là 2,86.
Trong quận, độ tuổi dân số gồm 23,30% ở độ tuổi dưới 18, 5,90% 18-24, 27,30% 25-44, 27,60% 45-64, và 15,80% người 65 tuổi trở lên. Tuổi trung bình là 41 năm. Cứ mỗi 100 nữ có 94,80 nam giới. Cứ mỗi 100 nữ 18 tuổi trở lên, đã có 92,10 nam giới.
Năm 2007, bộ phận điều tra dân số ước tính Windsor có tuổi trung bình già nhất trong tiểu bang, 44,7 tuổi, so với thực tế điều tra dân số năm 2000 với 41,3 tuổi..